# Anacithara perfecta
Anacithara perfecta é uma espécie de gastrópode do gênero Anacithara, pertencente a família Horaiclavidae.